# Teissoux
Der Teissoux ist ein kleiner Fluss im Zentralmassiv von Frankreich, der im Département Puy-de-Dôme der Region Auvergne-Rhône-Alpes westlich der Stadt Clermont-Ferrand verläuft.

## Geografie

### Verlauf
Der Teissoux entspringt an der Autobahn A 89, im südöstlichen Gemeindegebiet von Cisternes-la-Forêt, knapp an der Grenze zur Nachbargemeinde Gelles, verläuft generell in nördlicher Richtung und mündet nach rund 17 Kilometern an der Gemeindegrenze von Miremont und Saint-Jacques-d’Ambur am Ende des Stausees Fades-Besserves als rechter Nebenfluss in den Sioulet.

### Orte am Fluss
(Reihenfolge in Fließrichtung)
- Villatier, Gemeinde Gelles
- Le Claveix, Gemeinde Cisternes-la-Forêt
- Ossebet, Gemeinde La Goutelle
- La Ganne, Gemeinde La Goutelle
- Les Martins, Gemeinde La Goutelle
- Le Veyrial, Gemeinde Miremont
- Boisse, Gemeinde Saint-Jacques-d’Ambur